# Река (река)
Река (словен. Reka) је највећа река понорница на југозападу Словеније дуга 54 km, која понире у Мохорчичеву јаму код Шкоцјанских јама.

## Географске карактетистике
Река извире код Тиркових шкуља на јужном обронку Снежника у Хрватској, као поток Вела Вода, недалеко од насеља Клане, на надморској висини од 720 метара. Тече у правцу запада кроз Словенију и после проласка кроз Илирску Бистрицу понире у Мохорчичеву јаму код Шкоцјанских јама. Подземни ток јој је дуг 33 km (видљив у Качној јами), а поново излази на површину као извор реке Тимаве близу града Дуина у тршчанској регији у Италији.
Површина поречја Реке је 365 km².